# Aurillac
Aurillac är en stad och kommun i departementet Cantal i regionen Auvergne-Rhône-Alpes i mitten av Frankrike. Kommunen är chef-lieu för 4 kantoner, sous-préfecture för arrondissementet Aurillac och préfecture för departementet Cantal. År 2022 hade Aurillac 26 189 invånare.
Aurillac korsas av floden Jordanne.
Aurillac är Frankrikes kallaste stad vilket beror på att staden ligger på 622 meter över havet vilket också gör den till landets högst belägna stad.
Aurillac är paraplyernas historiska huvudstad och tillverkar fortfarande mer än hälften av landets årskonsumtion på en halv miljon paraplyer (1999).
Sedan 1985 hålls i oktober varje år en festival tillägnad gatuteatern.
Kyrkor i Aurillac:
- Église Saint Géraud
- Église Notre Dame aux Neiges
- Église Sacré Cœur
- Église Saint-Joseph Ouvrier

## Befolkningsutveckling
Antalet invånare i kommunen Aurillac
Referens:INSEE

## Galleri

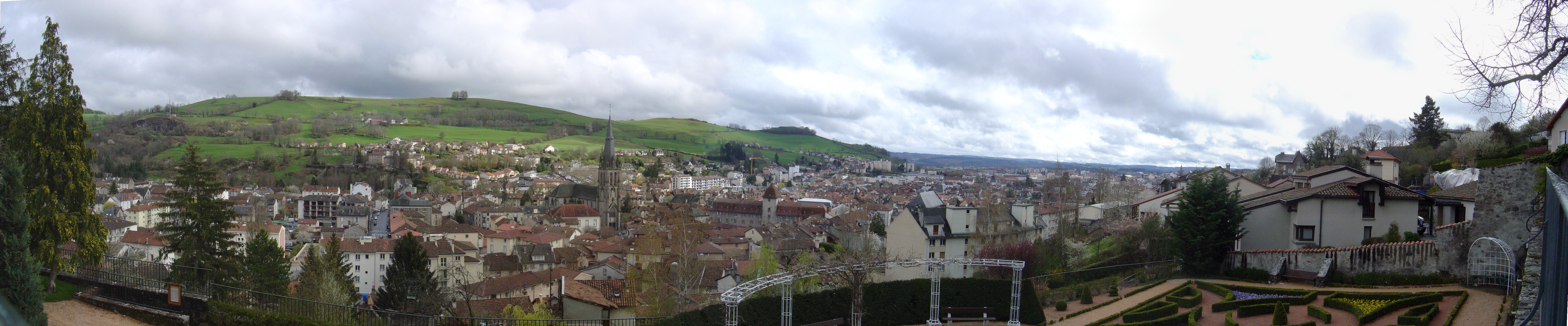

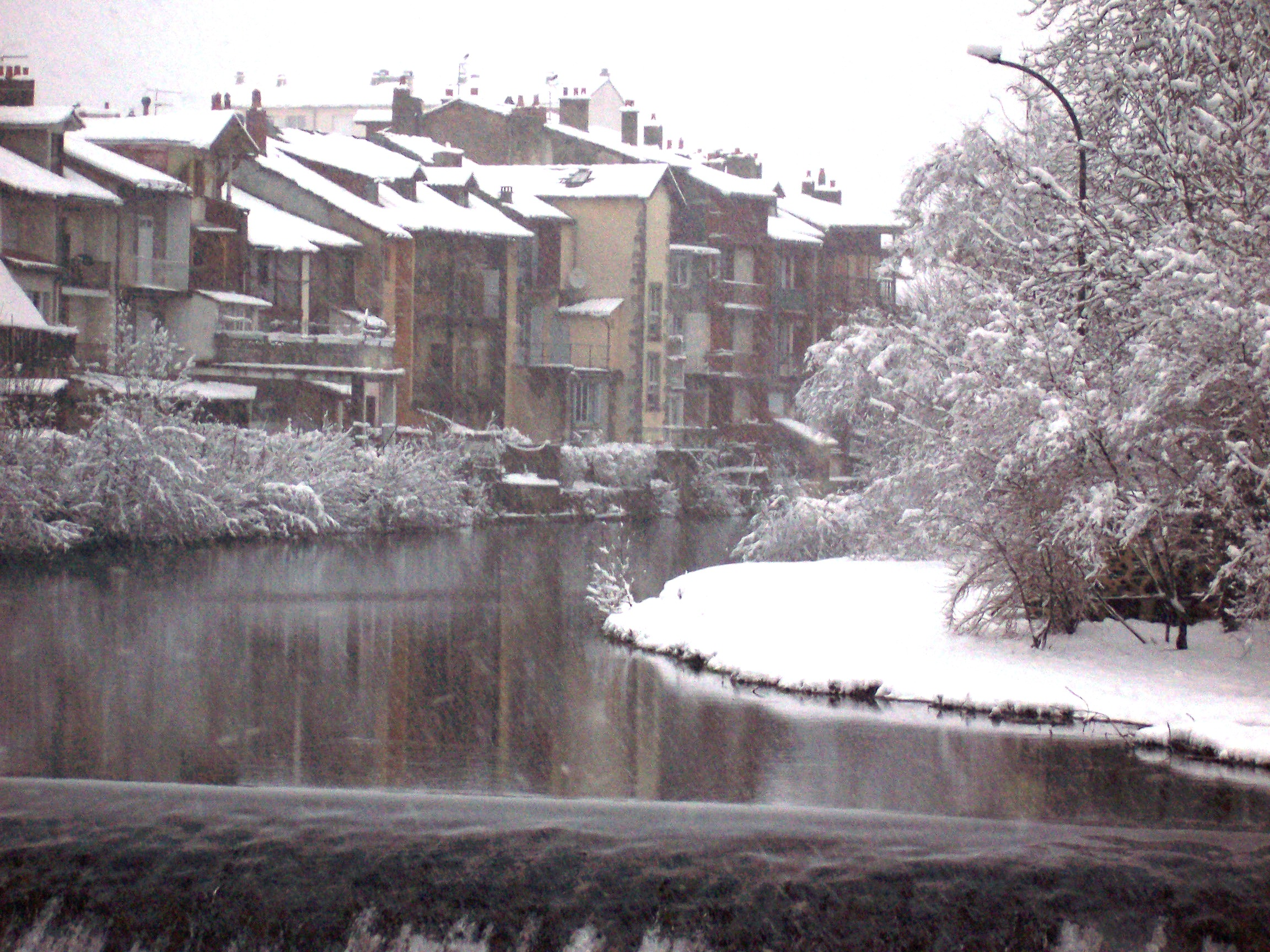
Jordanne (älv)
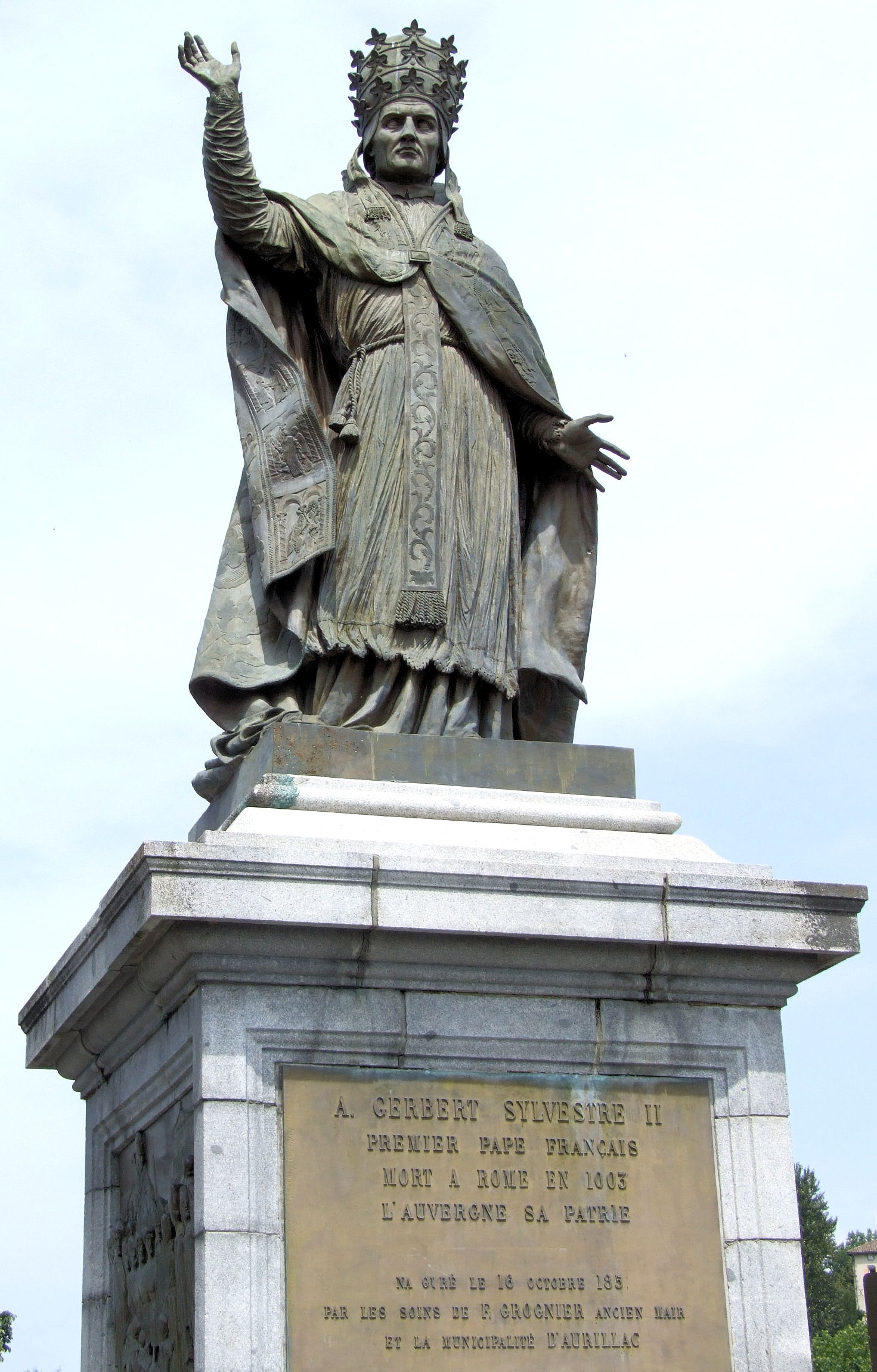
Gerberts (Sylvester II) statyn
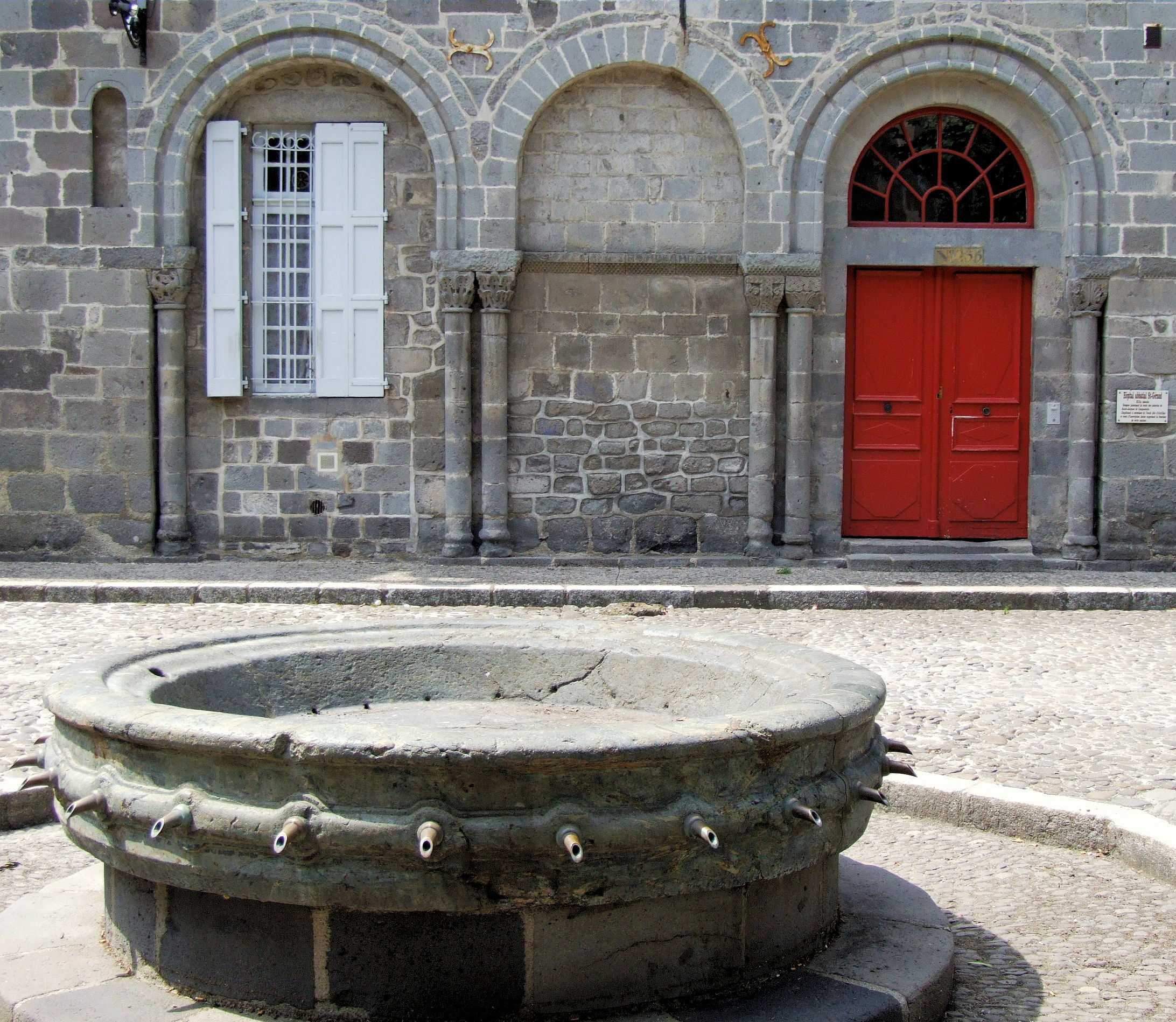
Medeltida fontän framför ett pilgrimsvandrarhem (Hôpital Saint Géraud)
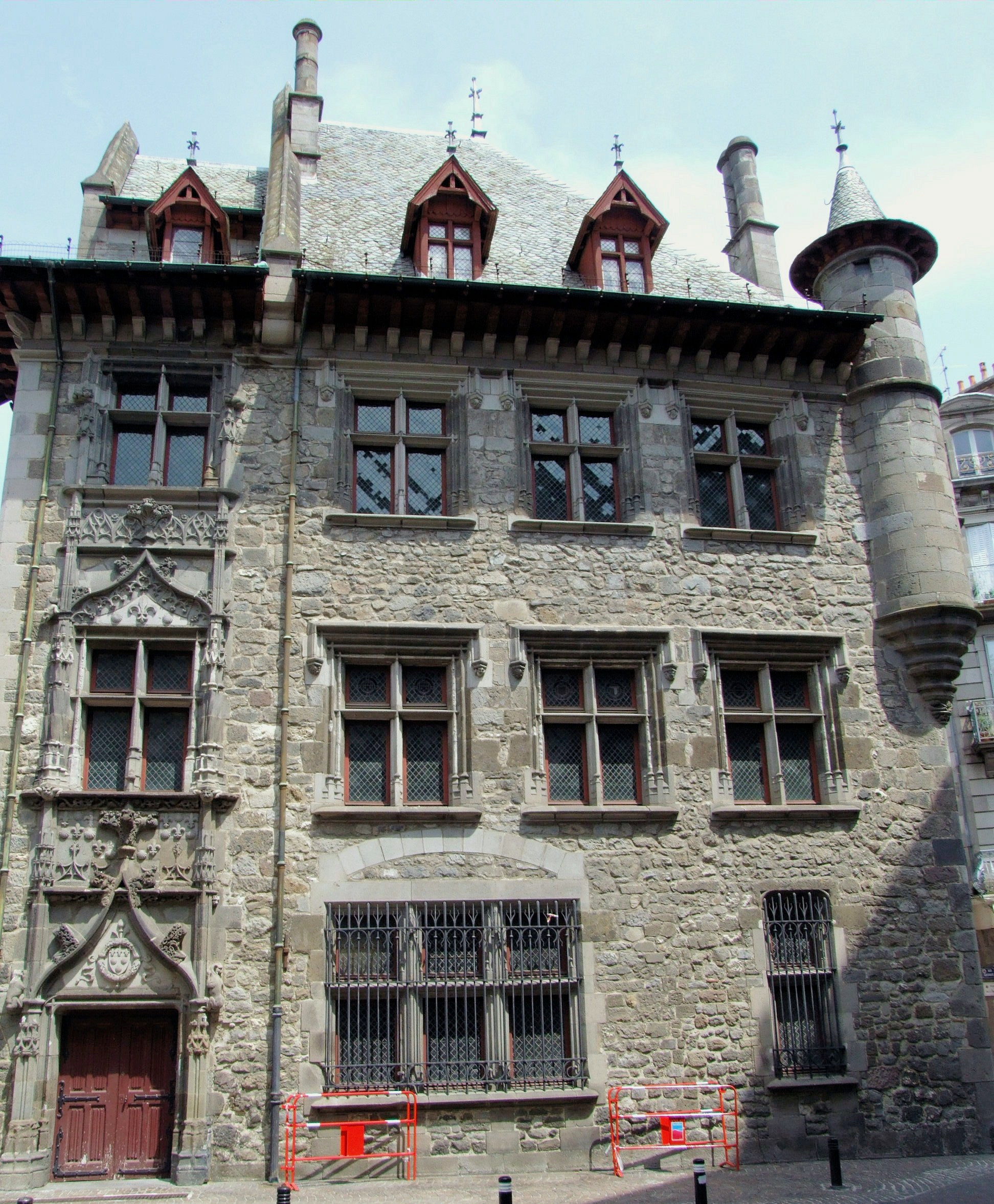
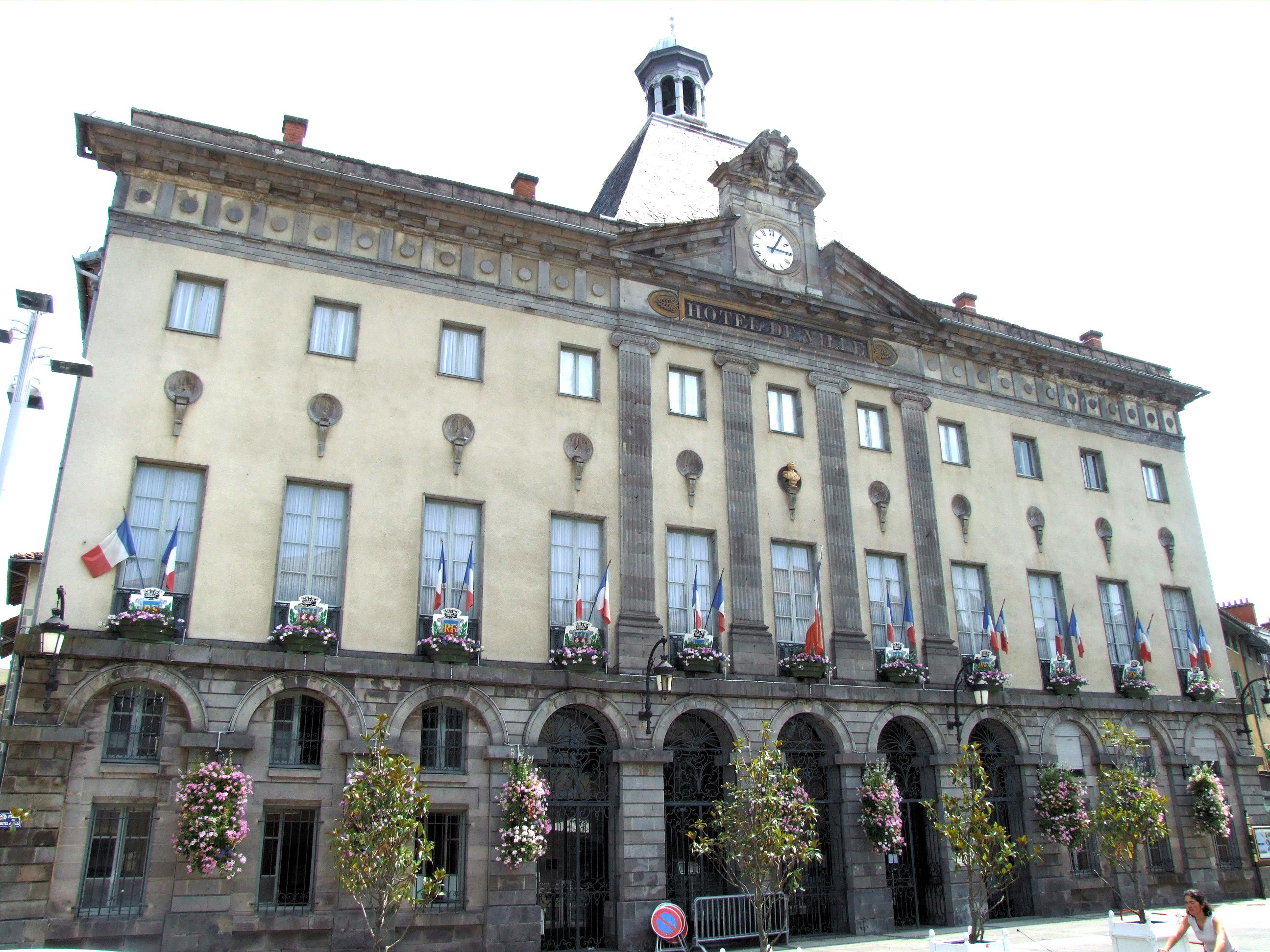
Stadshuset
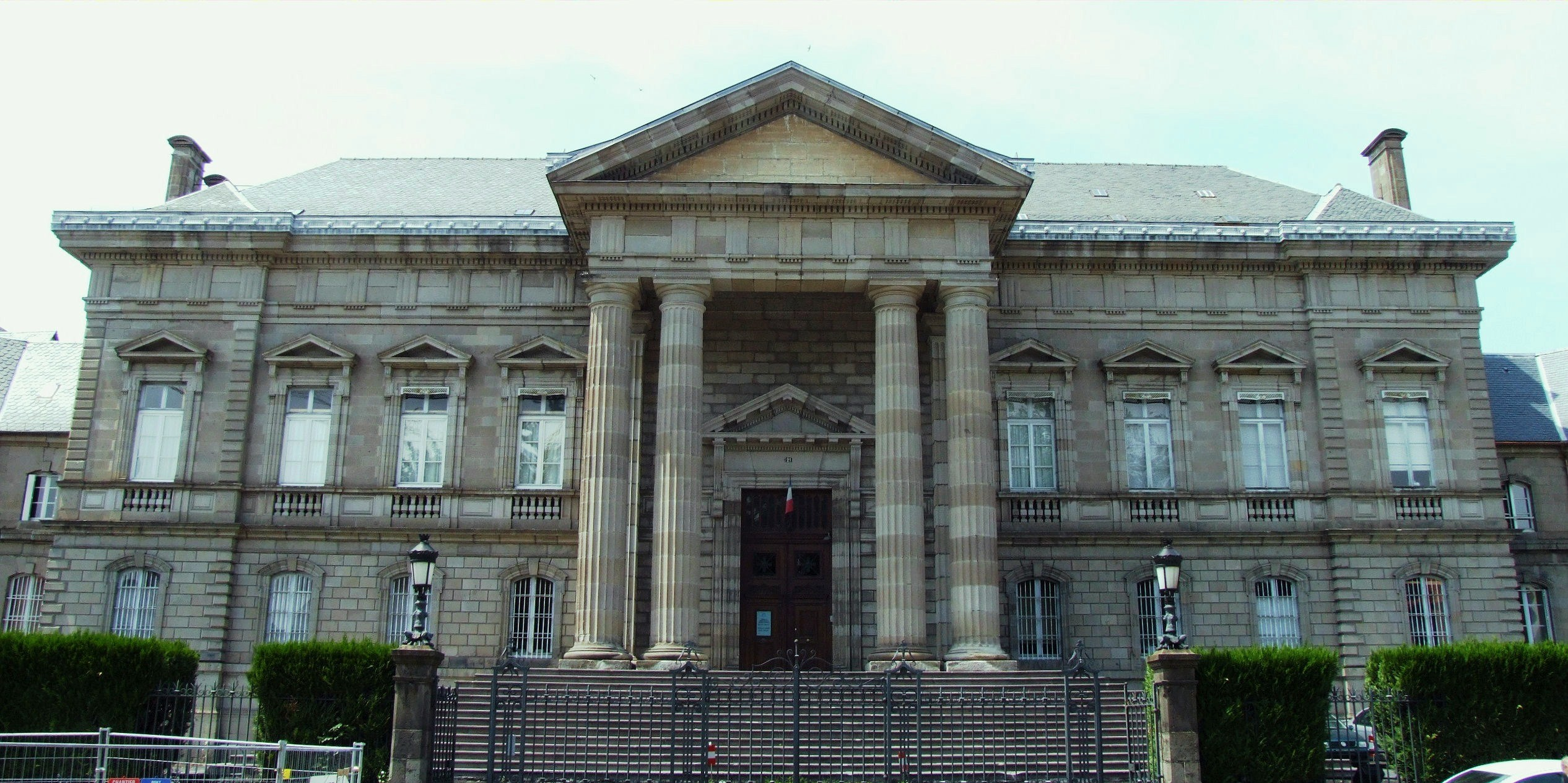
Domstolen